# Podhradie (okres Topoľčany)

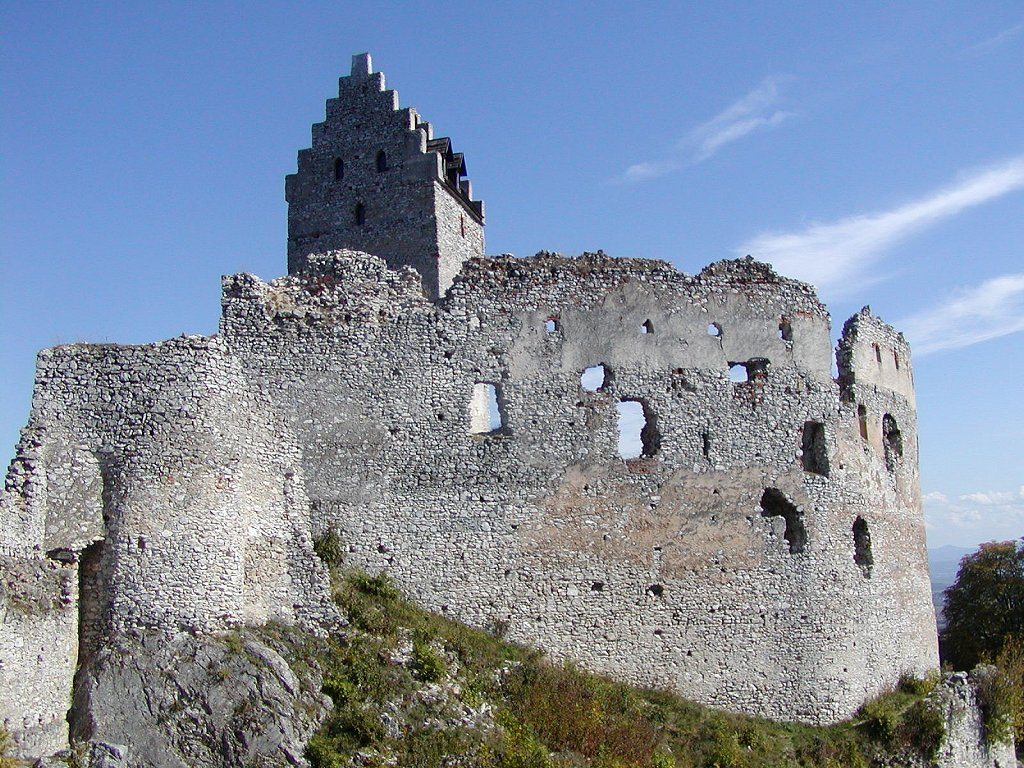
Podhradie

Podhradie (Hongaars: Kővárhely) is een Slowaakse gemeente in de regio Nitra, en maakt deel uit van het district Topoľčany.
Podhradie telt 306 inwoners.